# Tombeau de Philippe le Hardi
Le Tombeau de Philippe le Hardi est un tombeau réalisé à la fin du XIVe siècle par Jean de Marville, Claus Sluter et Claus de Werve pour le duc de Bourgogne Philippe II le Hardi. Initialement placé dans la chartreuse de Champmol, il se trouve depuis le début du XIXe siècle dans le palais des ducs de Bourgogne, au sein du musée des Beaux-Arts de Dijon.

## Historique
En septembre 1381, le duc Philippe II de Bourgogne décide de commander son tombeau. En cela il suit l’exemple d’autres grands de son époque, comme Jean de Berry, qui investissent longtemps avant leur décès dans des monuments funéraires de grande ampleur dont la conception est confiée aux artisans les plus renommés. Philippe de Bourgogne confie la tâche à Jean de Marville, son maître imagier personnel dont il s’est attaché les services depuis 1372 et qui a travaillé auparavant sur le monument du cœur du roi Charles V dans la cathédrale de Rouen. Les préparatifs ne commencent toutefois sérieusement qu’en 1384, peu de temps avant que le duc ne précise sa commande de son testament de 1386 : son tombeau sera installé dans la chartreuse de Champmol, dont il a ordonné la construction en 1378.
Le travail est réparti entre plusieurs artisans, le contrat admettant que Jean de Marville ne peut réaliser la commande seul. Celui-ci prend le rôle de maître d’œuvre et s’occupe de la conception du monument et de la direction du chantier. Dans son équipe se trouvent Philippe van Eram, Claus Sluter à partir de mars 1385, ainsi que Gillequin Tailleleu et Nicolas de Hane, tous deux originaires de Tournai. L’équipe commence à travailler sur le socle en octobre 1384, la galerie étant plus spécifiquement confiée ) Philippe van Eram, qui l’achève en 1385. L’exécution semble toutefois s’être ralentie par la suite et l’équipe ne progresse sur le monument que par intermittence.
Après la mort de Jean de Marville, Claus Sluter reprend la direction du chantier en août 1389. Celui-ci avance désormais très lentement, le duc finançant en priorité d’autres entreprises comme la chartreuse de Champmol ou le château de Germolles. À la mort de celui-ci en le 27 avril 1404, seul le socle est terminé et est posé dans le chœur de l’église le jour même de sa mort. Entretemps l’équipe s’est agrandie de Claus de Werve, le neveu de Sluter arrivé en décembre 1396, d’Antoine Cotelle de Namur entre 1397 et 1398 et de Dierec Gherelex de Bruxelles entre 1399 et 1400. Le fils de Philippe le Hardi et nouveau duc Jean Sans Peur renouvelle le contrat avec Claus Sluter le 11 juillet 1404. Celui-ci s’engage à terminer le monument dans un délai de quatre ans et à le choix de représenter le duc en arme ou en habit royal. À cette date, outre le gisant, les deux grands anges et le lion, il reste encore 39 statuettes de pleurants et 54 angelots à sculpter. La santé de Sluter est toutefois déclinante et il a la charge de plusieurs autres chantiers, dont celui du puits de Moïse ; il ne peut donc se consacrer pleinement au tombeau, dont la réalisation prend encore du retard.
Claus de Werve prend la direction du chantier en février 1406 après la mort de Claus Sluter. L’état d’avancement du tombeau à cette date n’est pas connu, mais il devait rester beaucoup à exécuter, car il faut quatre ans pour que la statuaire soit finalement achevée. Le travail n’est pour autant pas encore terminé, les figures devant encore être peintes et dorées. Cette tâche est confiée à Jean Malouel, qui l’achève un an plus tard, en janvier 1411.

## Description
Le monument est composé de quatre parties : le socle, la galerie avec les pleurants, la dalle et sur celle-ci le gisant. Le socle et la dalle sont tous deux réalisés en marbre noir de Dinant poli et présentent un aspect similaire avec des lignes épurées, la seule ornementation étant leurs moulures. Ces éléments créent une alternance visuelle à la fois de couleur et de style avec la galerie et le gisant réalisés en albâtre de Vizille et richement ornés d’architectures et de ronde-bosses.